# Il Cromuele
(Atto V, scena 11^)
Il Cromuele, tragedia in cinque atti, prima edizione 1671, ultima ristampa 1673, è un'opera meditata e scritta da Girolamo Graziani nel corso degli anni sessanta del XVII secolo a Modena in corrispondenza, per buona parte, della travagliata reggenza di Laura Martinozzi.

## Genesi
La prima notizia sulla composizione della tragedia compare nella prefazione alle Varie Poesie e Prose di Girolamo Graziani del 1662 da cui si apprende che «(…) l'Autore medesimo ha fatto spiccare anche la felicità del suo stile in Prosa, e conseguentemente, argomentare come sia per riuscire nella spiegatura della Historia ch'egli ha intrapreso a scrivere. Questa sarà da lui proseguita tosto che habbia finita la Tragedia intitolata il Cromuelle, e conterrà tutto quello ch'è seguito dopo la Pace conchiusa tra il Papa e i Principi collegati per occorrenze di Castro del 1644 fino alla Pace delle due Corone totalmente stabilita ai Pirenei (…)».
A partire dal 1666 la stesura del Cromuele è accompagnata da un fitto carteggio con Jean Chapelain di cui Graziani, stipendiato da Colbert per conto del Re Sole fu assiduo corrispondente

## Trama
Henrighetta, regina d'Inghilterra, è sfuggita a Cromuele che tiene suo marito Carlo imprigionato nella Torre di Londra. Dopo aver inutilmente perorato la causa reale presso il governo di Edimburgo e quello olandese, ha fatto vela verso la Francia per chiedere aiuto anche a Luigi XIV suo nipote.
L'accompagna Delmira, una giovane irlandese da poco conosciuta. 
Le due donne, per sicurezza, hanno intrapreso il viaggio in abiti maschili, fingendosi mercanti olandesi di stoffe. Durante la traversata la loro nave ha fatto naufragio e la loro scialuppa è stata spinta dal vento sulle coste inglesi da dove hanno raggiunto Londra sotto le mentite spoglie di Henrico ed Edmondo e sono state ospitate nel palazzo della famiglia di Odoardo ed Anna Hide, rimasti in pectore fedeli a Carlo. 
Il bell'aspetto e le qualità canore di Edmondo/Delmira hanno fatto sì che le due donne siano state entrambe introdotte a Whitehall per partecipare ad una importante festa che Cromuele ha ordinato per distrarre i cittadini dalle conseguenze del suo governo dispotico e da una incombente pestilenza.
Fin qui l'antefatto, con l'arrivo a Palazzo di Edmondo/Delmira e di Henrico/Henrighetta nella vigilia della decapitazione di Carlo ha inizio la Tragedia.
La sentenza capitale non è ancora stata emessa. A convincere Cromuele a differirne la data è sua moglie, Elisabetta, che del Re prigioniero è segretamente innamorata.
La sua confidente Orinda, una vedova attempata e sensibile agli affari d'amore, le combina un incontro clandestino con Carlo in prigione, per offrirgli libertà in cambio di amore.
Per organizzare il rendez-vous, Orinda chiede aiuto a Edmondo/Delmira (di cui, credendola un maschio, si è innamorata) e di Henrico/Henrighetta, tranquillizzata dal loro apparire stranieri. Le due eroine approfittano dell'occasione per tentare di fare evadere Carlo, con l'aiuto di Odoardo ed Anna Hide, ai quali nel frattempo hanno rivelato la loro vera identità. La scoperta del complotto fa precipitare la sorte di Carlo che viene giustiziato all'alba mentre Edmondo/Delmira viene imprigionata e a sua volta giustiziata. Morendo ha il tempo di rivelarsi donna e, da alcuni particolari del suo racconto, Orinda crede di riconoscere in lei la figlia che aveva mandato all'estero quando ancora era in fasce per sottrarla alla profezia di morire in patria per mano di congiunti. Sconvolta dal dolore, si suicida sul cadavere della creduta figlia.
Dopo il regicidio Cromuele può finalmente dormire, ma il suo sonno è interrotto da un terribile incubo in cui Maria Stuarda gli preannuncia la fine del suo potere. Al risveglio riceve la felice notizia dell'esistenza di una figlia creduta morta appena nata, ma in realtà ancora in vita perché scambiata in culla. Questa notizia dapprima lo solleva, ma lo fa poi precipitare nello sconforto più totale allorché attraverso una agnizione scopre che la figlia era in realtà quell'Edmondo/Delmira di cui ha appena causato la morte.

## Il Cromueletra Storia e fiction
- Nell'anno della pubblicazione de Il Cromuele, in un Regno ormai restaurato, la testa del cadavere di Oliver Cromwell, riesumato nell'anniversario del regicidio e sottoposto ad una esecuzione postuma, era ancora esposta in Westminster.[4]. L'evento viene evocato in scena dallo stesso Cromuele attraverso il racconto premonitore di Maria Stuarda che gli compare in sogno.
- Tra i numerosi ed esatti riferimenti storici e biografici contemporanei compaiono, oltre ad Oliver Cromwell (Cromuele), Carlo I (Carlo) e le loro rispettive consorti Elizabeth Bourchier (Elisabetta) ed Enrichetta Maria di Borbone (Henrighetta), anche Edward Hyde primo Conte di Clarendon (Odoardo), che dopo aver dato un iniziale appoggio a Cromwell, aveva cambiato partito ritornando tra le file realiste, e sua figlia Anna (Anna), prima moglie di Giacomo II, figlio e successore di Carlo, del quale infatti nella pièce risulta innamorata. Compaiono inoltre, o vengono citati, nella loro corretta posizione politica, storica e militare i generali dell'Esercito Nuovo Modello John Lambert (Lamberto), Henry Ireton (Iretone), Thomas Harrison (Harrisone) e Thomas Fairfax (Farfasse).
- Persino i due personaggi funzionali alla "fabula", e per questo presentati col solo nome, hanno un preciso riferimento alla storia o alla cronaca contemporanea. Si tratta di Delmira che dopo essere uccisa a causa di Cromuele, si rivela essere la sua figlia creduta morta in fasce, facendo precipitare il padre nella disperazione più totale, e di Orinda vedova attempata ma ipersensibile alle faccende d'amore, ed ella stessa vittima di un amore, sia pur platonico, per una donna. I due personaggi richiamavano allo spettatore e al lettore contemporaneo due persone effettivamente esistite ed esistenti. Quella di Delmira è una citazione diretta alla figlia secondogenita e preferita dei Cromwell, Elizabeth Claypole[5] che aveva rotto i rapporti col padre a cui non perdonava i metodi sanguinari, e che sarebbe morta senza perdonarlo e anzi rivolgendogli parole acerbe per non aver graziato un suo protetto, che, quale unica concessione, era stato condannato a "decapitazione senza squartamento".[6]. Nel "presente scenico" de Il Cromuele, anno del regicidio, Elizabeth aveva vent'anni come Delmira e la sua morte, avvenuta nel 1658 dopo una lunga e penosissima degenza, sembrò aver dato il colpo fatale alla salute di Cromwell che morì infatti, di polmonite, appena un mese dopo. L'episodio aveva colpito molto la fantasia dei contemporanei che vi avevano visto una forma di nemesi per il regicidio commesso[7]. Anche il personaggio di Orinda è un richiamo diretto alla poetessa gallese Katherine Philips (1632 –1664), la cui produzione poetica verteva esclusivamente sull'amore, sul matrimonio, sulle relazioni amorose in genere, suscitando interesse e scandalo per le sue teorizzazioni sull'amore tra donne, e il cui nom de plume era The Matchless Orinda.[8]
- Il clima di doppiezza che domina la pièce è segnato anche dalla contrapposizione tra il terrore e l'atmosfera di festa onnipresente ed evocata con ridondanza da quasi tutti i personaggi. Anche in questo caso si tratta di un preciso riferimento alla cronaca del tempo: sul finire del 1657, non senza stupire gli osservatori abituati al rigido costume puritano, la dittatura era ricorsa all'organizzazione di lussuosi festeggiamenti, dandone ampia pubblicizzazione per tranquillizzare l'opinione pubblica che, oltre ad essere ossessionata dal "deficit" crescente della finanza pubblica, era allarmata da una "strana epidemia" che seminava morte[9].

## La fortuna delCromuele
Della rappresentazione de Il Cromuele non vi è alcun riferimento nella prefazione alla seconda edizione del 1673 né alcuna traccia nella ricca documentazione sugli spettacoli teatrali negli Stati Estensi conservata nell'Archivio di Stato di Modena. La causa della probabile mancata rappresentazione è il matrimonio dinastico avvenuto nel 1673 (quindi a soli due anni dalla pubblicazione del 1671) tra Maria Beatrice d'Este e Giacomo Stuart rimasto vedovo proprio nell'anno di pubblicazione de Il Cromuele da quella Anna Hyde di cui, nella tragedia appare innamorato. Una presenza ingombrante per Graziani, che in qualità di Segretario di Stato, aveva curato gli interessi degli Este in quel matrimonio.
In epoca contemporanea, Il Cromuele è stato rappresentato dalla Società Filodrammatica Piacentina Gli Infidi Lumi con la regia di Stefano Tomassini e musiche di Massimo Berzolla (Casalbuttano - Stagione Teatrale 96/97).

## Edizioni
- Bologna, Manolessi, 1671 in-4°;
- Modena, Soliani, 1671 in-12°;
- Bologna, Manolessi, 1673 in-4°;
- s.l. [Piacenza], Infidi Lumi Edizioni, 1997 (Edizione fuori commercio pubblicata in occasione della rappresentazione). Trascrizione e riduzione di Stefano Tomassini;
- Pisa, Edizioni della Normale, 2011, in: Storie Inglesi, l'Inghilterra vista dall'Italia tra storia e romanzo (XVIII sec.) a cura di Clizia Carminati e Stefano Villani, pagg. 297-470.